# Impasse Fortin
Impasse Fortin är en enskild återvändsgata i Quartier du Faubourg-du-Roule i Paris åttonde arrondissement. Gatan är uppkallad efter den franske advokaten Jean-Joseph Fortin, på vars ägor gatan anlades. Impasse Fortin börjar vid Rue Frédéric-Bastiat 9.

## Omgivningar
- Saint-Philippe-du-Roule
- Cité Odiot
- Rue Chateaubriand

## Bilder
| - Gatuskylt. - Saint-Philippe-du-Roule. |

## Kommunikationer
- Tunnelbana – linje  – Saint-Philippe du Roule
- Busshållplats Saint-Philippe-du-Roule – Paris bussnät

### Webbkällor
- ”Impasse Fortin”. Mairie de Paris. https://web.archive.org/web/20210213032218/http://www.v2asp.paris.fr/commun/v2asp/v2/nomenclature_voies/Voieactu/3752.nom.htm. Läst 17 november 2023.
- ”Impasse Fortin (8ème arrondissement)”. Les rues de Paris. https://web.archive.org/web/20160409031733/http://www.parisrues.com/rues08/paris-08-impasse-fortin.html. Läst 17 november 2023.